# Буравков, Игорь Евгеньевич
Игорь Евгеньевич Буравков (род. 14 января 1935, Узловая, Московская область) — советский военачальник. Генерал-полковник авиации (1.11.1989).

## Биография
В 1952 году окончил 10 классов школы в городе Узловая.
В Советской армии с 1952 года. В 1954 году окончил Чугуевское военное авиационное училище лётчиков. Служил в строевых частях ВВС СССР в Группе советских войск в Германии, был командиром авиационного звена и эскадрильи. В 1970 году находился в долгосрочной командировке в Объединённой Арабской Республике (Египет) и принимал участие в боевых действиях против Израиля. В начале 1970-х годов командовал 92-м истребительным авиационным полком в Прикарпатском военном округе (город Мукачево). С 1975 по 1977 год командовал 239-й истребительной авиационной дивизии 4-й воздушной армии Северной группы войск (на территории Польши).
В 1978 году заочно окончил Военно-воздушную академию имени Ю. А. Гагарина. В 1977—1979 годах — заместитель командующего 4-й воздушной армией по боевой подготовке. В 1981 году окончил Военную академию Генерального штаба Вооружённых Сил СССР имени К. Е. Ворошилова. В 1981—1983 годах — первый заместитель командующего 24-й воздушной армией ВГК оперативного назначения.
С февраля 1983 года — командующий ВВС Закавказского военного округа. С октября 1986 года — генерал-инспектор ВВС Главной инспекции Министерства обороны СССР. Осенью 1991 года, после событий ГКЧП, уволен в отставку.
Живёт в Москве.

## Награды
- орден Октябрьской Революции
- два ордена Красной Звезды
- орден «За службу Родине в Вооружённых Силах СССР» 3-й степени
- медали СССР
- «Заслуженный военный лётчик СССР» (1974)
- Медаль «За укрепление дружбы по оружию» II степени (ЧССР, 23.04.1985)
- Медаль «30-я годовщина Революционных Вооружённых сил Кубы» (Куба, 24.11.1986)